# Letonia en los Juegos Paralímpicos de Barcelona 1992
Letonia estuvo representada en los Juegos Paralímpicos de Barcelona 1992 por dos deportistas masculinos. El equipo paralímpico letón no obtuvo ninguna medalla en estos Juegos.